# 大圣
大圣指人格崇高、道德完備的人。

## 文獻紀載
《礼记·乐记》對於「大聖」的解釋為：“及夫敦乐而无忧，礼备而不偏者，其唯大圣乎！”或称帝王。唐肅宗元年，四川斫琴世家雷氏為皇室斫成的古琴，命名為大聖遺音，取自王符《潛夫論·潛嘆》中的「昔唐堯之大聖也，聰明宣昭。虞舜之大聖也，德音發聞。」南宋時期，洞庭湖地區的農民起義領袖楊么，以「大聖天王」為年號。元代宗王亦有成員名為大聖奴。

## 宗教信仰

### 佛教
佛教中，「大聖」可用於称佛和高位菩萨，如《观无量寿佛经·秒宗钞》內所述“佛是极圣，故称大圣。”谓极有神通。唐代高僧僧伽亦被尊稱為「泗州大聖」。（參見：摩诃萨埵）此外，印度教象頭神被佛教所吸收之後，漢文譯名為大聖歡喜自在天。
江蘇南通有大聖寺、江西贛州則有大聖寺塔，日本各地亦有數間名為「大聖寺」之佛寺。

### 大聖信仰

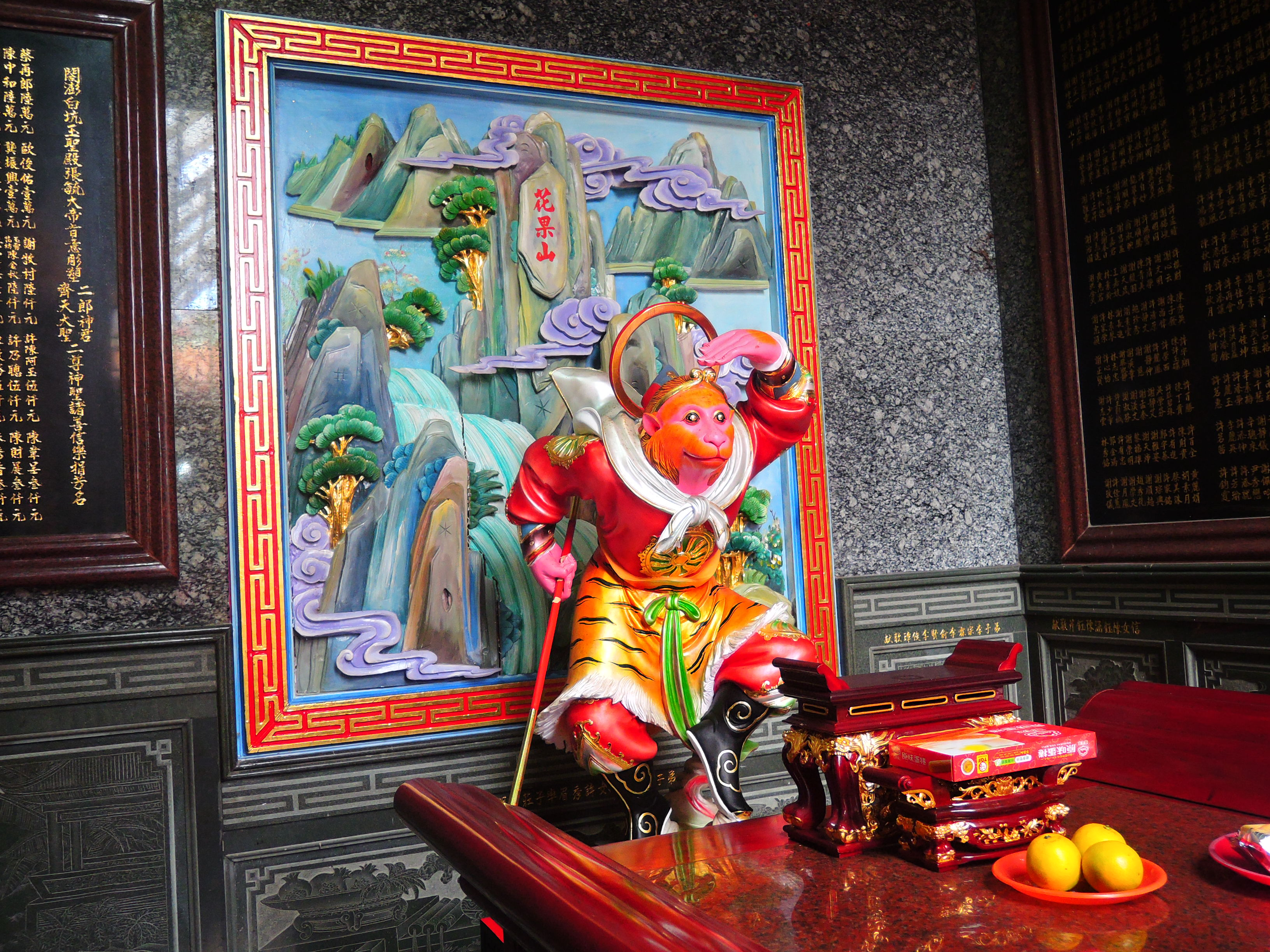
供奉廟宇內的齊天大聖像，攝於台灣澎湖縣湖西鄉的白坑玉聖殿。

大聖信仰是中國民間信仰的重要的信仰之一，且信眾遍及兩岸三地，主要發源於福建，包括了福州屏山（宋代）、福州閩安鎮迥龍橋北的聖王廟（宋代）、順昌寶山（元末明初）。
其中福州的屏山大聖（當地信眾又稱「屏山老王爺」、「丹霞大聖」等）被視為猴神崇拜的重要發源地之一。此地的丹霞大聖廟始建於宋代。而順昌的寶山大聖信仰（齊天大聖與通天大聖兄弟）包括了寶山上的天然猴形巨石與齊天大聖及通天大聖墓祠（见顺昌县文物保护单位），且為許多齊天大聖信眾視為大聖信仰的祖地。學者認為其始建年代應為元末明初。截至2023年為止，順昌縣以「通天大聖」冠名登記在冊的祭壇及祭壇遺址有78處。這些信仰的可考證的起始年代均早於吳承恩創作《西遊記》的時間（明代），因此也有學者認為齊天大聖孫悟空的原型可能來自閩越原始猴神崇拜，而猴神崇拜受《西遊記》之賜使「齊天大聖」成為家喻戶曉的角色，遂與其他猴神信仰混淆，以為凡猴神、大聖爺即是指「齊天大聖孫悟空」，且在世界各地的華人聚落都能見到齊天大聖（孫悟空）的廟宇。
據調查，台灣於2017年時，有27座主祀齊天大聖的廟宇，如澎湖白坑玉聖殿相傳功俸齊天大聖，據傳源自於白坑村乃有猿穴窩藏的傳說。台灣亦有齊天大聖以外的大聖信仰，如臺南仁德二層行公堂的大聖爺公。
香港九龍大聖寶廟亦是供奉孫悟空的道教宮廟。

## 文學創作
宋代《大唐三藏取經詩話》中，猴行者（孫悟空的原型角色）在故事結束時，獲封「銅筋鐵骨大聖」之稱號。
元代楊景賢的雜劇《西遊記》中，孫悟空的稱號為「通天大聖」，他一共有五個兄弟姐妹，其中大哥（老三）為「齊天大聖」。明代小说《西游記》的主角孫悟空曾跟六位妖王结拜为義兄弟，都纷纷自號為「大聖」，依歲數分次序為：
1. 平天大聖・大力王（牛魔王；七大聖之首）
2. 覆海大聖・蛟魔王
3. 混天大聖・鹏魔王
4. 移山大聖・獅驼王
5. 通風大聖・獼猴王
6. 驅神大聖・禺狨王
7. 齊天大聖・美猴王（孫悟空）

元代雜劇《爭玉板八仙過海》中，八仙與五大聖（齊天大聖、通天大聖、攪海大聖、翻江大聖、移山大聖）受到了白雲仙的邀請，一同來到了牡丹宴。之後在八仙與四海龍王交戰時，五大聖前去協助八仙，戰勝了龍王們。
《陳巡檢梅嶺失妻記》中的反派為白猿精齊天大聖申陽公，他有兩個兄弟，分別是通天大聖與彌天大聖。
此外，小說《水滸傳》中的李衮外号为「飞天大圣」。

## 影視作品
《西遊記》衍生作品
- 香港TVB电视剧《西游记2》中，通臂猿猴自称“超天大圣”。
- 《大聖王》

其他作品
- 《变相怪杰》也译作「摩登大圣」
- 《情癫大圣》
- 《大聖（英语：Maharshi (2019 film)）》